# 雍之可
雍之可（1550年—？年），字子敬，四川順慶府南充縣人，明朝政治人物。

## 生平
由國子生中式嘉靖四十三年（1564年）甲子科四川鄉試第五十一名舉人，萬曆十一年（1583年）癸未科進士出身。

## 家族
曾祖雍本讓，祖雍鸞，父雍禮，前母陳氏；母焦氏。